# Генеральний директорат зовнішньої безпеки
48°52′28″ пн. ш. 2°24′26″ сх. д. / 48.87444° пн. ш. 2.40722° сх. д.
Генеральний директорат зовнішньої безпеки (фр. Direction générale de la Sécurité extérieure, DGSE) — спецслужба французького розвідувального співтовариства, головний орган зовнішньої розвідки Франції, знаходиться в підпорядкуванні міністра оборони.
Девіз DGSE: «Скрізь, де треба закон» (за іншими даними, «Ad augusta per angusta» (Великі результати малими зусиллями) ).

## Завдання
Генеральний директорат зовнішньої безпеки створений указом президента від 2 квітня 1982, відповідно до якого створювана спецслужба заміняла раніше існуючу — Службу зовнішньої документації та контррозвідки.
Завдання Директорату описані в статтях D 3126-1 і D3126-4 Кодексу оборони, де зазначено, зокрема, що його «місія полягає у тісній співпраці з іншими відповідними організаціями, в пошуку та використанні інформації, що відноситься до безпеки Франції, а також у виявленні та запобіганні за межами національної території шпигунської діяльності, спрямованої проти інтересів Франції»".
Діяльність DGSE включає в себе: 
- Збір розвідувальної інформації різними способами: 
  - Агентурна розвідка: агенти, «почесні кореспонденти»;
  - Оперативна розвідка: копіювання документів, перехоплення систем комунікацій[6]
  - Розвідка за допомогою технічних засобів:
    - Радіоелектронна розвідка: «Frenchelon» та «Національна програма криптографії та дешифрування» (фр. Programme national de cryptage et décryptement, PNCD), яка дозволяє перехоплювати повідомлення електронної пошти за запитом поліції та жандармерії, зокрема, використовувалася в справі Ілана Халімі[fr][7]
    - Видова розвідка: розвідувальні супутники Helios[fr] та інші;
    - Моніторинг громадських комп'ютерних мереж[8];

  - Аналіз відкритих джерел інформації[1];
  - Обмін інформацією між спецслужбами Франції, а також спецслужбами дружніх країн;
- Таємні операції[fr].

Ведення контррозвідувальної діяльності на території Франції не входить до компетенції DGSE, це є прерогативою Головного управління внутрішньої розвідки (DCRI), підвідомчого міністерству внутрішніх справ.

## Організаційна структура
У структуру DGSE входять такі підрозділи: 
- Адміністративне управління (DA);
- Оперативне управління (DO);
- Розвідувальне управління (DR);
- Стратегічне управління (DS);
- Технічне управління (TD).

### Адміністративне управління
Адміністративне управління несе відповідальність за спільні завдання управління для всіх підрозділів DGSE. Управляє бюджетом, персоналом, закупівлями, технічним обслуговуванням устаткування та інфраструктури, а також регулює юридичні питання DGSE.

### Оперативне управління
В 2000 році включало такі підрозділи:
- Service Action[fr] («Підрозділ активних дій») — підрозділ сил спеціального призначення, призначений для виконання секретних операцій (диверсії, саботаж, фізичні ліківідації, тощо.);
- підрозділ місій, призначений для ведення агентурної розвідки в місцях, де звичайні дії DGSE неможливі[10]
- підрозділ сприяння, призначений для надання допомоги спецслужбам іноземних держав[11]
- оперативний підрозділ, призначений для збору даних про іноземців на території Франції різними методами (проникнення в готельні номери, перлюстрація кореспонденції, таємне відкривання валіз із дипломатичною поштою, тощо.)[12].

### Розвідувальне управління
Розвідувальне управління вважається серцем DGSE, у ньому працює близько третини всього персоналу Директорату. З моменту свого створення 2000 року, воно виконує дві основні функції: збір інформації (фр. service de Recherche, SR) і контррозвідка (фр. Contre-Espionnage, CE).
Служба збору інформації має у своєму складі підрозділи за регіонами (арабський світ, Субсахарська Африка, тощо.) і проблематикою (військова розвідка). Підрозділи за регіонами підрозділяються на операційні підрозділи, які спеціалізуються на пошуку (вибір та обробка джерел) та обробці даних (обробка інформації та видача інформаційної продукції).
Служба контррозвідки відповідає за моніторинг загроз для діяльності DGSE і контроль джерел служби збору інформації в цілях запобігання дезінформації. Ця діяльність включає в себе роботу зі специфічними кадрами, в тому числі подвійними агентами. Прихована підтримка іноземними спецслужбами повстанських та терористичних організацій привела до розширення діяльності контррозвідки на цьому напрямку.
Співробітники DGSE, зазвичай, працюють під прикриттям, іноді під чужим ім'ям. Зазвичай, підрозділи DGSE є у французьких посольствах за кордоном.
2000 року Розвідувальне управління було реорганізовано, в ньому виділені два напрямки — Політична розвідка (фр. service de renseignement politique, PRS) і Служба безпеки та розвідки (фр. service de renseignement de sécurité, SRS) , призначена для боротьби із злочинністю, контррозвідкою, боротьби з розповсюдженням зброї масового знищення та тероризмом. Зарубіжна агентура DGSE отримує вказівки від обох цих служб.
Розвідувальне управління також включає в себе Департамент зовнішніх зносин (SEREX), пізніше перейменований в службу зовнішніх зв'язків, відповідальну за підтримання відносин з дружніми іноземними спецслужбами.

### Стратегічне управління
Стратегічне управління відповідає за передачу та контроль інформації, зібраної DGSE, керівництву країни та загальну оцінку діяльності Директорату. Директор зі стратегії завжди є представником Міністерства закордонних справ Франції.

### Технічне управління
Технічне управління в 2000 році мало 3 підрозділи: 
- Служба технічних розробок (STR): радіоелектронна розвідка, злом комп'ютерних систем, шифрування та дешифрування;
- Інформаційних технологій та послуг зв'язку (CIS);
- Служба технічної підтримки (ОВС): технічна підтримка, спеціальна техніка, обробка зображень.

## Інфраструктура

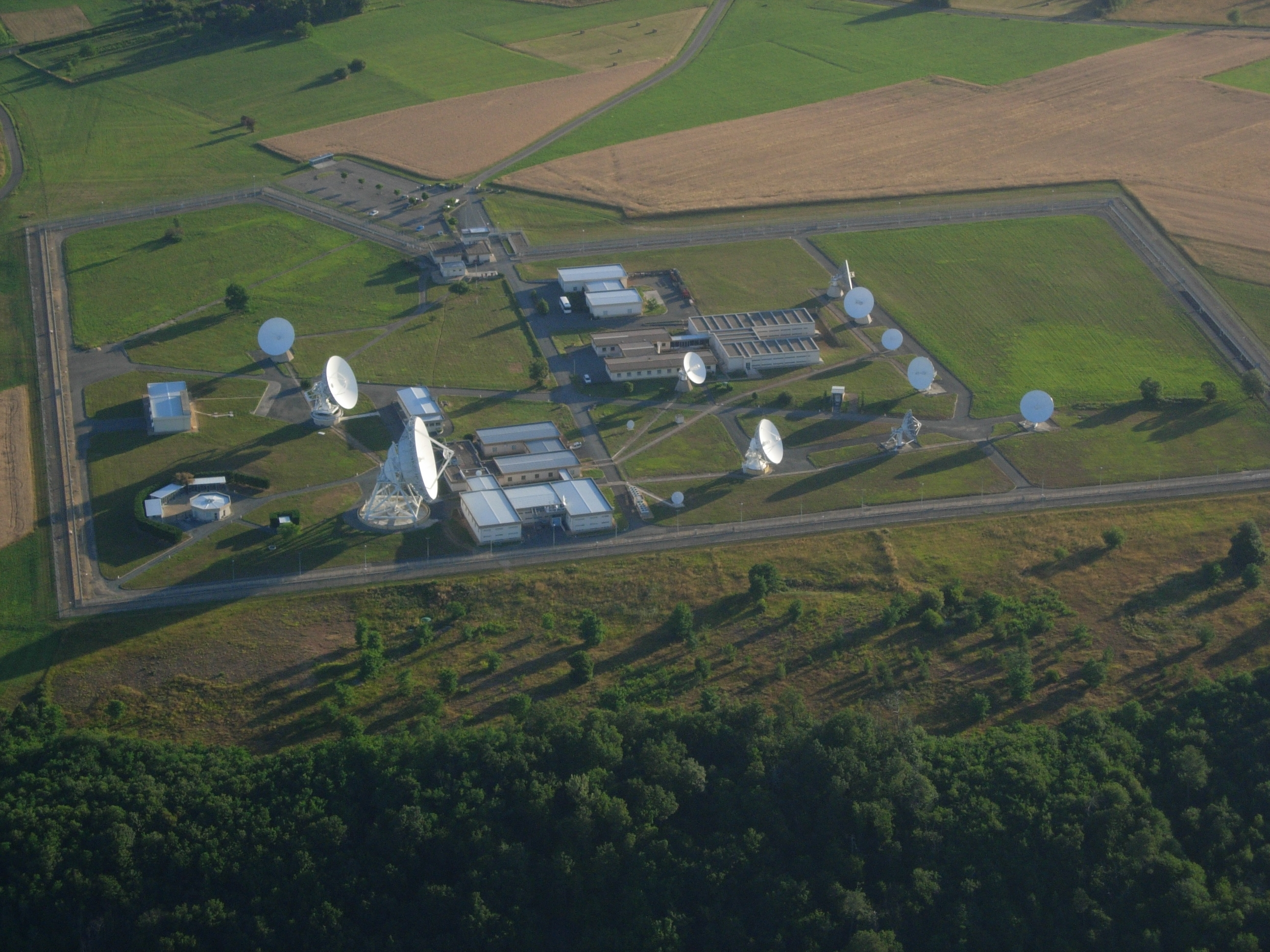
Станція радіоелектронної розвідки в Домме, департамент Дордонь

Штаб-квартира DGSE розташована в Парижі (бульвар Мортьє, 141, недалеко від Порт де Ліла, XX округ Парижа). Співробітники штаб-квартири називають її «Центр» або «Мортьє» за його місцезнаходженням. ЗМІ охрестили штаб-квартиру DGSE «басейном» через його близькість до басейну Жорж-Валері (басейну, спорудженому до Олімпійських ігор 1924 в Парижі), а інтер'єру штаб-квартири дали прізвисько «ящик» .
Штаб-квартира Service Action розташована у форті де Нуазі в містечку Роменвіль, департамент Сена-Сен-Дені, на північний схід від Парижа. До складу підрозділу входять військовослужбовці 44-го піхотного полку. 1992 року було розпочато проект «Форт-2000», метою якого було переміщення штаб-квартири DGSE в форт де Нуазі, але через скорочення фінансування, а також протести місцевих жителів, які не бажали шуму гелікоптерів біля своїх будинків, 1996 року проект був згорнутий. Замість цього DGSE отримав додаткові приміщення на бульварі Мортьє, а також тунель для полегшення пересування персоналу з одного боку бульвару на інший.
Поряд із штаб-квартирою, DGSE має у розпорядженні мережу станцій радіоелектронної розвідки, включаючи об'єкти в Куру, Французька Гвіана, деякі з них експлуатує спільно з Управлінням військової розвідки (DRM).

## Персонал та кадрова політика
2011 року персонал DGSE налічував 4747 штатних співробітників, в тому числі: 
- 1 259 цивільних службовців категорії А;
- 855 цивільних службовців категорії B;
- 1 308 цивільних службовців категорії С;
- 558 офіцерів;
- 750 унтер-офіцерів;
- 17 військовослужбовців рядового складу.

Крім штатних співробітників, DGSE має мережу агентури, що базується у Франції та за її межами, яку на своєму сленгу називають «почесними кореспондентами». Відповідно до Білої книги з оборони в період з 2009 по 2014 роки передбачається можливість збільшення їх числа до 690 осіб.
DGSE проводить набір цивільних службовців подібно іншим французьким державним службам. При цьому всі кандидати проходять перевірку для отримання допуску до секретної інформації. Кандидати також проходять психологічні тести та співбесіди для всебічного вивчення їх особистих, ділових та моральних якостей.

## Генеральні директори

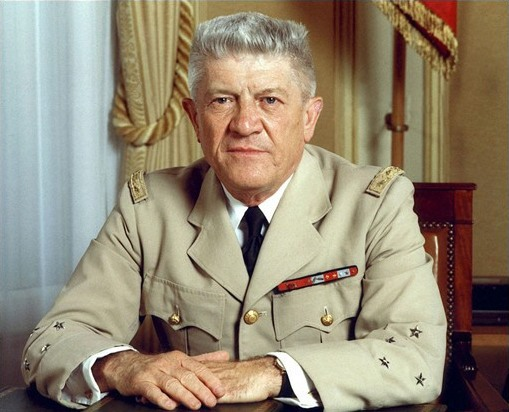
Рене Імбо — генеральний директор DGSE (1985 — 1987)

| Генеральний директор | Звання/класний чин | Дата вступу на посаду |
| -------------------- | ------------------ | --------------------- |
| П'єр Маріон          |                    | 22 червня 1981        |
| П'єр Лакост          | адмірал            | 12 листопада 1982     |
| Рене Імбо            | генерал армії      | 25 вересня 1985       |
| Франсуа Мерме        | генерал авіації    | 2 грудня 1987         |
| Клод Сільбержан      | префект            | 23 березня 1989       |
| Жак Деватр           | префект            | 4 червня 1993         |
| Жан-Клод Куссеран    | дипломат           | 14 лютого 2000        |
| П'єр Брошан          | дипломат           | 25 липня 2002         |
| Ерар Корбен де Мангу | префект            | 9 жовтня 2008         |
| Бернар Бажоле        | дипломат           | 11 Квітень 2013       |